# Mayotte

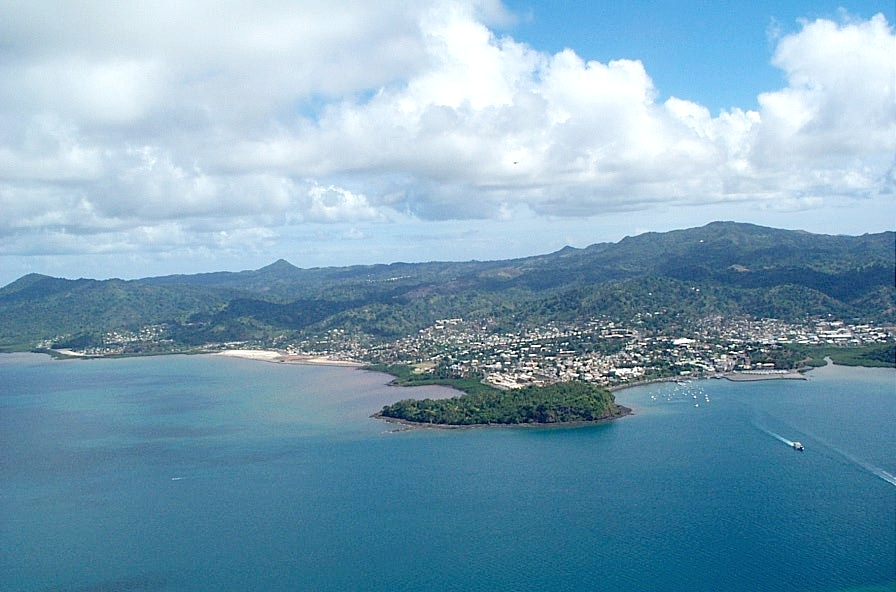
Mamoudzou

Mayotte (Comorees: Maore of Mahoré; Bushi: Mahori) is een Frans overzees departement, gelegen in de Indische Oceaan tussen Madagaskar en Mozambique. De valuta is de euro. Mayotte gebruikt de Franse driekleur als vlag. Het eiland werd in 2024 getroffen door een orkaan die nagenoeg alles verwoestte.

## Geografie
Mayotte, bestaande uit het hoofdeiland Grande-Terre en de bijbehorende eilandjes Petite-Terre, Mtsamboro en Mbouzi, ligt ten noorden van de Straat Mozambique. Het behoort tot de eilandengroep van de Comoren, maar niet tot de republiek van de Comoren, waartoe de rest van de eilandengroep wel behoort. De tijdzone op Mayotte is UTC+3.
Mayotte heeft een oppervlakte van 374 km² (ongeveer 39 bij 22 kilometer) en had in 2007 186.452 inwoners. In 2023 was dit aantal gegroeid tot zo'n 310.000. Hiervan wonen de meesten in de hoofdstad Mamoudzou, die tot 1963 de hoofdstad van de Comoren was. Mamoudzou ligt op het hoofdeiland Grande-Terre; Dzaoudzi op Petite-Terre bezit de luchthaven Dzaoudzi-Pamandzi. Het departement is onderverdeeld in 17 gemeenten.
Het hoogste punt is de top van de Mont Bénara, die 660 meter boven de zeespiegel ligt. Deze berg is in feite een uitgedoofde vulkaan. Rondom het eiland zijn veel koraalriffen.

## Geschiedenis
Het eiland is in de 16e eeuw ontdekt door de Portugees Diego Ribeiro. In 1831 werd Mayotte door de koning van Madagaskar veroverd. Deze verkocht het in 1841 aan Frankrijk, dat het met de andere eilanden van de Comoren tot één kolonie samenvoegde.
Bij het referendum over de onafhankelijkheid van de Comoren van 1974 koos Mayotte ervoor om Frans te blijven, terwijl de andere eilanden kozen voor onafhankelijkheid. In 1976 werd Mayotte een territoriale gemeenschap van departementale aard. De Comoren maken wel aanspraak op het eiland. In maart 2009 maakte de bevolking middels een referendum met 95,2% voorstemmen duidelijk dat Mayotte een volwaardig overzees departement van Frankrijk moest worden. Dit betekende onder meer dat er een eind kwam aan de polygamie en sharia die op de islamitische eilanden gold.
Op 31 maart 2011 werd Mayotte het vijfde Franse overzeese departement en het 101e Franse departement.
Op 1 januari 2014 werd het recht van de Europese Unie geldig in Mayotte, doordat de eilandengroep de status van ultraperifere regio verkreeg.
In 2017, 2018 en 2022 braken op Mayotte ernstige onlusten uit als protest tegen de illegale immigratie vanuit de Comoren, Madagaskar en ook steeds meer van het Afrikaanse vasteland. In deze jaren werden zo'n 24.000 migranten per jaar door Frankrijk gedeporteerd naar vooral het Comoorse eiland Anjouan. In 2023 zond Frankrijk vijfhonderd militairen naar het eiland om 20.000 extra migranten uit te zetten en een deel van de sloppenwijken te 'zuiveren'. Maar de migranten blijven komen, ondanks de soms gevaarlijke oversteek.

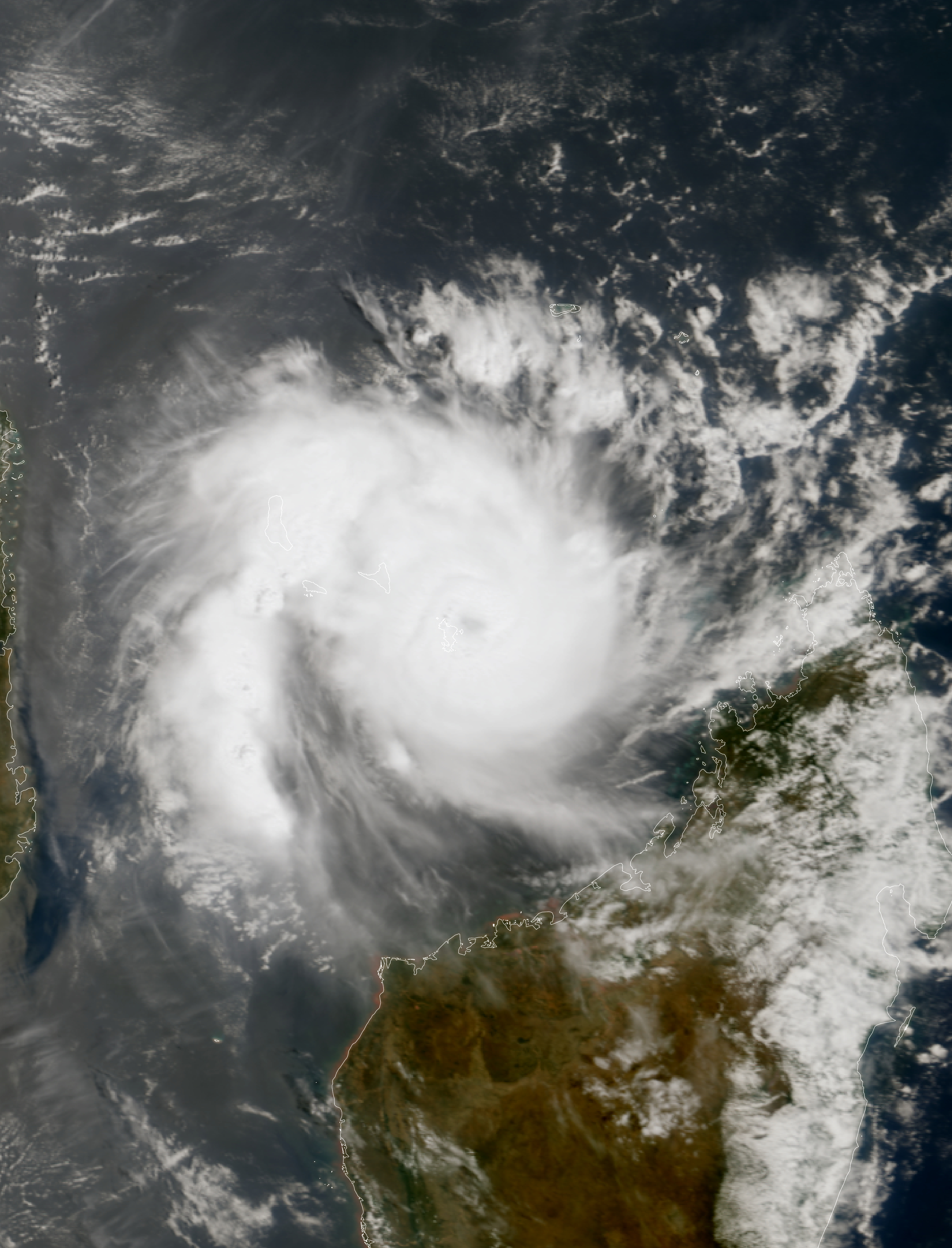
Vrijdag 13 december 2024: Orkaan Chido raast over Mayotte. De contouren van het eiland zijn zichtbaar naast het oog van de storm. De landmassa aan de onderkant is Madagaskar.

Op vrijdag 13 december 2024 werd het eiland getroffen door tropische cycloon Chido, de zwaarste cycloon sinds 1934. Er werden windstoten gemeten van 226 kilometer per uur. Er vielen 39 doden en meer dan 5.600 gewonden. Naast veel schade aan openbare voorzieningen, waaronder een ziekenhuis en de luchthaven Pamandzi, werden veel sloppenwijken verwoest. Dat kwam niet alleen door de wind, maar ook door overstromingen die door de orkaan werden veroorzaakt.
Tijdens de ramp viel het mobiele netwerk uit, net als de watervoorziening, de elektriciteit en het internet. Gebouwen die aardbevingsbestendig waren gebouwd, konden niet tegen de orkaan op. Ook dreigde het voedsel op te raken.

## Bestuurlijk
Mayotte is een Frans overzees departement (département d'outre-mer). Het bestuur wordt sinds 2015 geleid door Soibahadine Ibrahim Ramadani, president van de departementale raad van Mayotte. Sinds 2011 wordt Mayotte bestuurd als een Collectivité territoriale unique, waarbij de departementale raad ook de bevoegdheden van de voormalige (tot 2011) regionale raad uitoefent. Mayotte heeft twee vertegenwoordigers in de Franse Senaat en twee vertegenwoordigers in het Franse parlement. Binnen de Europese Unie heeft Mayotte de status van ultraperifere regio. Het maakt dus integraal onderdeel uit van de Europese Unie. Mayotte valt echter niet onder de Schengenakkoorden. Andere Europese akkoorden, bijvoorbeeld gratis roaming, gelden wel in Mayotte.

## Taal
In Mayotte worden vier talen gesproken. Ondanks het feit dat het Frans de enige officiële taal is, overtreffen de drie andere landstalen, het inheemse Bushi en Shimaore (een Comorees dialect) en het Swahili afkomstig uit Tanzania, allemaal het Frans qua aantal sprekers in Mayotte. Het Shimaore is daarvan veruit de belangrijkste taal.

## Natuur
De lagunes en koraalriffen rond het eiland zijn beschermd als natuurpark met een oppervlakte van 68.000 km². Hier komen 300 koraalsoorten, 800 vissoorten en 22 walvissoorten voor. Men vindt er ook zeeschildpadden en Indische zeekoeien.
01 Ain · 02 Aisne · 03 Allier · 04 Alpes-de-Haute-Provence · 05 Hautes-Alpes · 06 Alpes-Maritimes · 07 Ardèche · 08 Ardennes · 09 Ariège · 10 Aube · 11 Aude · 12 Aveyron · 13 Bouches-du-Rhône · 14 Calvados · 15 Cantal · 16 Charente · 17 Charente-Maritime · 18 Cher · 19 Corrèze · 2A Corse-du-Sud · 2B Haute-Corse · 21 Côte-d'Or · 22 Côtes-d'Armor · 23 Creuse · 24 Dordogne · 25 Doubs · 26 Drôme · 27 Eure · 28 Eure-et-Loir · 29 Finistère · 30 Gard · 31 Haute-Garonne · 32 Gers · 33 Gironde · 34 Hérault · 35 Ille-et-Vilaine · 36 Indre · 37 Indre-et-Loire · 38 Isère · 39 Jura · 40 Landes · 41 Loir-et-Cher · 42 Loire · 43 Haute-Loire · 44 Loire-Atlantique · 45 Loiret · 46 Lot · 47 Lot-et-Garonne · 48 Lozère · 49 Maine-et-Loire · 50 Manche · 51 Marne · 52 Haute-Marne · 53 Mayenne · 54 Meurthe-et-Moselle · 55 Meuse · 56 Morbihan · 57 Moselle · 58 Nièvre · 59 Noorderdepartement · 60 Oise · 61 Orne · 62 Pas-de-Calais · 63 Puy-de-Dôme · 64 Pyrénées-Atlantiques · 65 Hautes-Pyrénées · 66 Pyrénées-Orientales · 67 Bas-Rhin · 68 Haut-Rhin · 69D Rhône · 69M Métropole de Lyon · 70 Haute-Saône · 71 Saône-et-Loire · 72 Sarthe · 73 Savoie · 74 Haute-Savoie · 75 Parijs · 76 Seine-Maritime · 77 Seine-et-Marne · 78 Yvelines · 79 Deux-Sèvres · 80 Somme · 81 Tarn · 82 Tarn-et-Garonne · 83 Var · 84 Vaucluse · 85 Vendée · 86 Vienne · 87 Haute-Vienne · 88 Vosges · 89 Yonne · 90 Territoire de Belfort  · 91 Essonne · 92 Hauts-de-Seine · 93 Seine-Saint-Denis · 94 Val-de-Marne · 95 Val-d'Oise
Départements d'outre-mer: 971 Guadeloupe · 972 Martinique · 973 Guyane · 974 Réunion · 976 Mayotte
Algerije · Angola · Benin · Botswana · Burkina Faso · Burundi · Centraal-Afrikaanse Republiek · Comoren · Congo-Brazzaville · Congo-Kinshasa · Djibouti · Egypte · Equatoriaal-Guinea · Eritrea · Ethiopië · Gabon · Gambia · Ghana · Guinee · Guinee-Bissau · Ivoorkust · Kaapverdië · Kameroen · Kenia · Lesotho · Liberia · Libië · Madagaskar · Malawi · Mali · Marokko · Mauritanië · Mauritius · Mozambique · Namibië · Niger · Nigeria · Oeganda · Rwanda · Sao Tomé en Principe · Senegal · Seychellen · Sierra Leone · Soedan · Somalië · Swaziland · Tanzania · Togo · Tsjaad · Tunesië · Zambia · Zimbabwe · Zuid-Afrika · Zuid-Soedan